# لقافة

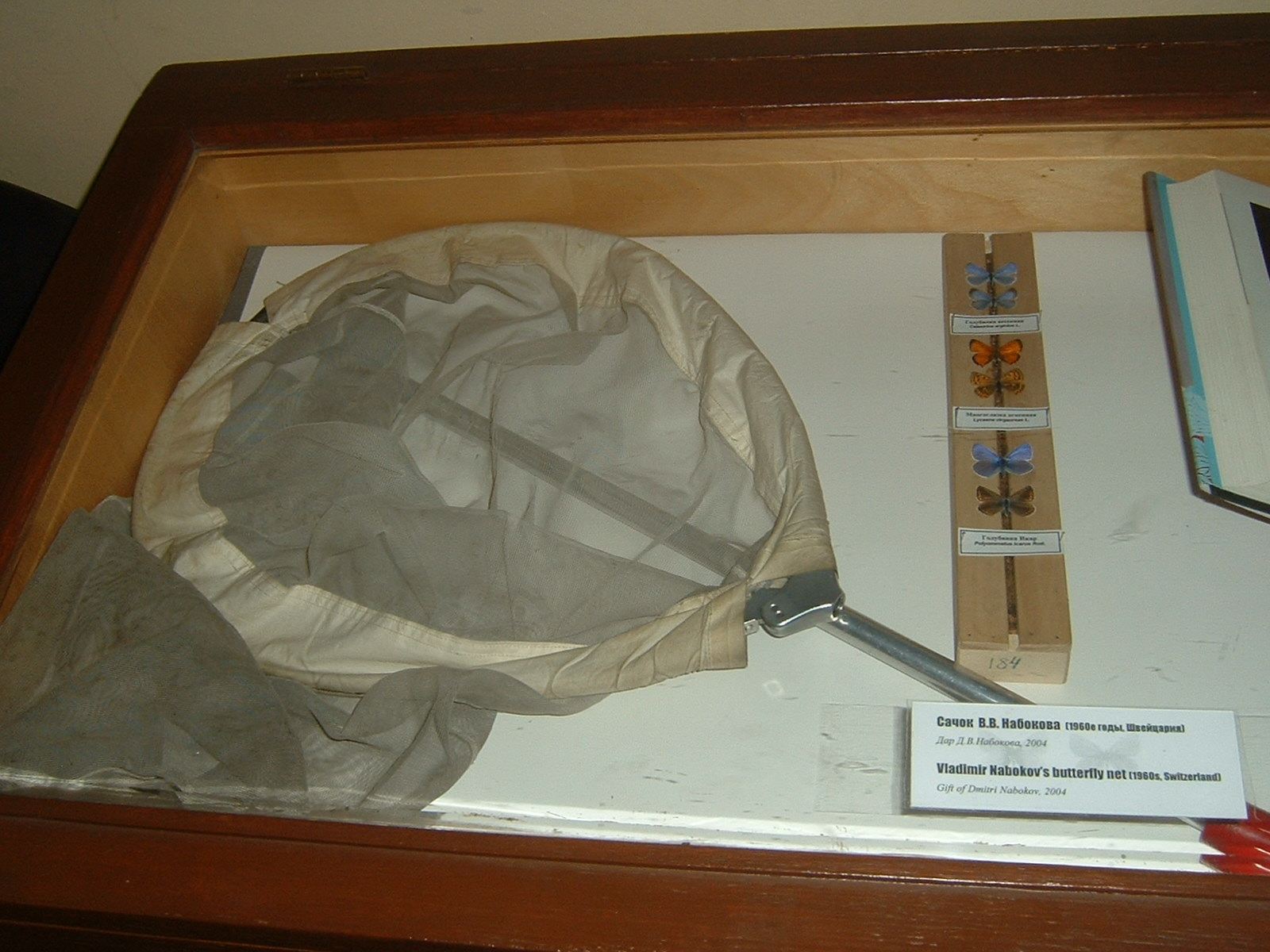
شبكة صيد الفراشة كان يملكها الروائي فلاديمير نابوكوف

اللَّقَّافة هي واحدة من عدة أنواع من الشباك المستخدمة لجمع الحشرات. تُصنَّع الشبكة من مادة خفيفة لتقليل الضرر لأجنحة الفراشة الحساسة.